# Rāmhormoz
Ramhormoz (persisch رامهرمز Rāmhormoz historischer Name Samargān) ist eine Stadt im Südwesten des Iran in der Provinz Chuzestan, deren Gründung auf die Sassaniden im 3. Jahrhundert n. Chr. zurückgeht.
Ramhormoz befindet sich etwa 100 km östlich der Provinzhauptstadt Ahvaz zwischen dem Zāgros-Gebirge und alluvialer Ebenen. Die Stadt ist die einzige Stadt des Verwaltungsbezirks (Schahrestan) Ramhormoz, die wiederum aus einem Kreis (Bachsch) und vier Gemeinden (Dehestan) besteht. Südlich der Stadt fließt der Garrāḥi/Āb-e Kordestān, der über einen Kanal die Stadt mit Wasser versorgte, andere Flüsse in der Nähe sind der Ala und der Gupal. Das Klima ist heiß und arid.
Die Stadtbevölkerung besteht aus Persern, Arabern und Bachtiaren. Der Stadtdialekt war für mittelalterliche arabische Geografen wie al-Muqaddasi unverständlich, was für auf einen arabisch-persische Mischung deutete.
Die Gründung der Stadt wird dem sassanidischen Herrscher Hormizd I. zugeschrieben, doch die Besiedelung der Gegend reicht bis vor dem elamitischen Reich zurück. Die frühesten Funde stammen aus dem 5. vorchristlichen Jahrtausend. Über das Ramhormoz des Mittelalters berichtete al-Muqaddasi ausführlich und erwähnte unter anderem den Ertragsreichtum der Ebenen vor der Stadt und die Vielfalt der produzierten Güter.
Die lange Geschichte der Stadt spiegelt sich auch in den historischen Gebäuden und Stätten wider. So soll das Grab Hormizds I. hier stehen. Daneben steht die Imamzade der Bibi Sitti, die die Tochter des heiligen Hasan al-ʿAskarī sein soll. Zwei Festungen aus der Kadscharenzeit stehen auch noch, von denen eines heute das Anthropologische Museum der Stadt beherbergt.

## Archäologische Funde
1969 wurden im Verlauf eines ausführlichen Surveys 42 archäologische Stätte gefunden. Die wichtigsten davon waren Tepe Bormi aus der mittelelamitischer Zeit (1900–1100 v. Chr.) und mehrere sassanidische Festungen. Im April 2009 legten Archäologen zwei 2500 Jahre alte Paläste und 18 Säulen frei, die sich auf die elamitische, achämenidische und sassanidische Zeit zurückdatieren lassen. Fünf dieser Säulen wurden restauriert. Die Funde lassen darauf schließen, dass der Ort an der antiken Persischen Königsstraße liegt, die einst Persepolis mit dem Apadana-Palast in Susa verband und in deren Verlauf sich mehr als hundert Paläste und Karawansereien befanden.
Bereits im Mai 2007 waren neben einer Reihe von Artefakten zwei U-förmige Gräber mit Skeletten einer Frau und eines Mädchens gefunden worden, die vermutlich einer elamitischen Königsfamilie angehörten.
Ein Teil der Funde konnte in das Rāmhormoz Cultural Office überbracht werden, während weitere Funde durch Straßenarbeiten und Schmugglertätigkeiten zerstört wurden.